# Lega B 2012 (football americano)
La Lega B 2012 è stata la 21ª edizione del campionato di football americano di secondo livello, organizzato dalla SAFV.

## Squadre partecipanti
| Club                | Città    | Stadio | Sponsor ufficiale | Risultato nella stagione 2011 |
| ------------------- | -------- | ------ | ----------------- | ----------------------------- |
| Basel Meanmachine   | Basilea  |        |                   | Sesto posto in LNA            |
| Fribourg Cardinals  | Friburgo |        |                   | Sesto posto in Lega B         |
| Geneva Seahawks     | Ginevra  |        |                   | Vincitori Lega C              |
| Lausanne LUCAF Owls | Losanna  |        |                   | Quarto posto in Lega B        |
| Luzern Lions        | Lucerna  |        |                   | Terzo posto in Lega B         |
| Thun Tigers         | Thun     |        |                   | Quinto posto in Lega B        |

## Stagione regolare

### Calendario

#### 1ª giornata
| 25 marzo 2012 | Basel Meanmachine | 36 – 25 | Luzern Lions |  |

| 25 marzo 2012 | Fribourg Cardinals | 0 – 13 | Lausanne LUCAF Owls |  |

#### 2ª giornata
| 1º aprile 2012 | Geneva Seahawks | 20 – 0 | Fribourg Cardinals |  |

| 1º aprile 2012 | Lausanne LUCAF Owls | 50 – 0 | Luzern Lions |  |

| 1º aprile 2012 | Thun Tigers | 20 – 37 | Basel Meanmachine |  |

#### 3ª giornata
| 7 aprile 2012 | Fribourg Cardinals | 14 – 39 | Luzern Lions |  |

#### 4ª giornata
| 15 aprile 2012 | Thun Tigers | 6 – 0 | Luzern Lions |  |

| 15 aprile 2012 | Geneva Seahawks | 8 – 18 | Basel Meanmachine |  |

#### 5ª giornata
| 22 aprile 2012 | Luzern Lions | 10 – 6 | Geneva Seahawks |  |

| 22 aprile 2012 | Fribourg Cardinals | 19 – 40 | Basel Meanmachine |  |

#### 6ª giornata
| 29 aprile 2012 | Lausanne LUCAF Owls | 23 – 7 | Thun Tigers |  |

| 29 aprile 2012 | Basel Meanmachine | 24 – 0 | Geneva Seahawks |  |

#### 7ª giornata
| 6 maggio 2012 | Geneva Seahawks | 0 – 27 | Lausanne LUCAF Owls |  |

| 6 maggio 2012 | Basel Meanmachine | 35 – 0 | Thun Tigers |  |

#### 8ª giornata
| 13 maggio 2012 | Luzern Lions | 27 – 3 | Fribourg Cardinals |  |

| 13 maggio 2012 | Thun Tigers | 20 – 6 | Geneva Seahawks |  |

#### 9ª giornata
| 20 maggio 2012 | Lausanne LUCAF Owls | 50 – 0 d.g.s. | Fribourg Cardinals |  |

| 20 maggio 2012 | Luzern Lions | 34 – 0 | Thun Tigers |  |

#### 10ª giornata
| 27 maggio 2012 | Lausanne LUCAF Owls | 23 – 0 | Geneva Seahawks |  |

#### 11ª giornata
| 3 giugno 2012 | Fribourg Cardinals | 6 – 8 | Geneva Seahawks |  |

| 3 giugno 2012 | Luzern Lions | 41 – 42 | Basel Meanmachine |  |

| 3 giugno 2012 | Thun Tigers | 13 – 23 | Lausanne LUCAF Owls |  |

#### 12ª giornata
| 9 giugno 2012 | Basel Meanmachine | 50 – 0 d.g.s. | Fribourg Cardinals |  |

| 10 giugno 2012 | Geneva Seahawks | 8 – 26 | Thun Tigers |  |

| 10 giugno 2012 | Luzern Lions | 20 – 13 | Lausanne LUCAF Owls |  |

#### 13ª giornata
| 17 giugno 2012 | Lausanne LUCAF Owls | 13 – 34 | Basel Meanmachine |  |

| 17 giugno 2012 | Thun Tigers | 29 – 0 | Fribourg Cardinals |  |

| 17 giugno 2012 | Geneva Seahawks | 6 – 36 | Luzern Lions |  |

#### 14ª giornata
| 23 giugno 2012 | Basel Meanmachine | 41 – 7 | Lausanne LUCAF Owls |  |

| 24 giugno 2012 | Fribourg Cardinals | 0 – 0 | Thun Tigers |  |

### Classifica
La classifica della regular season è la seguente:
- PCT = percentuale di vittorie, G = partite giocate, V = partite vinte, P = partite perse, PF = punti fatti, PS = punti subiti
- La vincente della finale sfida l'ultima della Lega Nazionale A per la partecipazione alla LNA 2013 (verde)
- L'ultima classificata sfida la vincente della Lega C per la partecipazione alla Lega B 2013 (giallo)

| Pos. | Squadra             | PCT   | G  | V  | P  | PF  | PS  |
| ---- | ------------------- | ----- | -- | -- | -- | --- | --- |
| 1    | Basel Meanmachine   | 1.000 | 10 | 10 | 0  | 357 | 133 |
| 2    | Lausanne LUCAF Owls | .700  | 10 | 7  | 3  | 242 | 115 |
| 3    | Luzern Lions        | .600  | 10 | 6  | 4  | 232 | 176 |
| 4    | Thun Tigers         | .400  | 10 | 4  | 6  | 121 | 166 |
| 5    | Geneva Seahawks     | .200  | 10 | 2  | 8  | 62  | 190 |
| 6    | Fribourg Cardinals  | .000  | 10 | 0  | 10 | 42  | 276 |

## Finale
| 30 giugno 2012 | Basel Meanmachine | 13 – 6 | Lausanne LUCAF Owls |  |

## Playoff e playout

### Playoff
| 15 luglio 2012 | Basel Meanmachine | 6 – 19 | Winterthur Warriors |  |

### Playout
| Coira 15 luglio 2012 | Calanda Broncos II | 6 – 27 | Fribourg Cardinals | Stadion Ringstrasse |

## Verdetti
- Basel Meanmachine non promossi in Lega Nazionale A 2013
- Fribourg Cardinals non relegati in Lega C 2013 (ma non si iscrivono in Lega B)